# Volvo Ocean Race 2017–2018
Die dreizehnte Austragung des Volvo Ocean Race fand von 2017 bis 2018 statt. Die Hochseeregatta führte in Etappen rund um die Welt.

## Boote
Wie auch bereits 2014/15 wurde die Wettfahrt mit der Einheitsklasse Volvo Ocean 65 ausgetragen. Um die Kosten für eine Teilnahme in Grenzen zu halten, wurden die Boote von vorneherein für den Einsatz bei zwei Regatten ausgelegt. Jachten der Austragung 2014/15 wurden daher überholt und modernisiert und kamen erneut zum Einsatz. Dazu kam ein Neubau (AkzoNobel). Die Yachten wurden vom Rennveranstalter zwischen den einzelnen Etappen gewartet. Dabei wird auch darauf geachtet, dass sie identisch sind. Dies führt bis auf Bauteilebene; so werden z. B. Bäume und Masten durch Gewichte so ausgeglichen, dass sie auf allen Booten gleich sind.

## Neuerungen
Gegenüber der vorhergehenden Regatta wurde einiges geändert:
- Das Wertungssystem wurde geändert, um die Risikobereitschaft zu steigern, auf einer Etappe einen anderen Kurs als die Flotte zu nehmen.
- Die Onboard-Reporter sind nicht mehr fest einem Team zugeordnet, sondern wechseln zwischen den Booten.
- Die Nachwuchsregel wurde verschärft: Zwei Crew-Mitglieder müssen am Ende des Rennens noch unter 30 Jahren alt sein.
- Boote mit Frauen an Bord sind stärker besetzt: Die Teams hatten die Wahl zwischen einer Besatzung mit sieben Männern oder mit sieben Männern und ein oder zwei Frauen oder mit sieben Frauen und ein oder zwei Männern oder mit fünf Männern und fünf Frauen oder mit elf Frauen.
- Die Yachten sind erstmals mit einem Hydrogenerator ausgerüstet, der zukünftig die Boote von fossilen Energieträgern unabhängig machen soll.
- Die Boote wurden modifiziert; u. a. wurde der Kiel verlängert und ein weiteres Vorsegel (genannt J0) hinzugefügt, das mit 171,3 m² nun die größte Fock und zugleich das kleinste der bis zum Masttop reichenden Vorsegel ist. Es ist für kreuzende Kurse und Halbwindkurse bei leichtem bis mittlerem Wind gedacht.[6]
- Von allen Booten können die Crewmitglieder Nachrichten an Online-Kommunikationsplattformen senden.

## Teilnehmer
Sieben Boote traten zum Wettbewerb an:
- AkzoNobel ( Niederlande),
- Brunel ( Niederlande),
- Dongfeng ( Volksrepublik China),
- Mapfre ( Spanien),
- Sun Hung Kai/Scallywag ( Hongkong),
- Turn the Tide on Plastic ( UNO) und
- Vestas 11th hour racing ( Vereinigte Staaten/ Dänemark).

Anfänglich bemühte sich auch eine deutsche Kampagne, ein Boot ins Rennen zu schicken, beabsichtigt aber mittlerweile eine Teilnahme für die nächste Regatta.
Wie vom letzten Gewinner Ian Walker erwartet worden war, sorgten die neuen Regeln dafür, dass es mehr Seglerinnen an Bord gibt. Alle Teams haben männliche und weibliche Segler an Bord. Turn the Tide on Plastic trat mit einer Crew aus fünf Frauen und fünf Männern an, die restlichen Boote wurden jeweils von sieben Männern und ein bis zwei Frauen gesegelt. Stand 19. Oktober 2017 sind für die Regatta gemeldet (die Nummer gibt die Anzahl der bisherigen Teilnahmen als Bootsbesatzung in einem Volvo Ocean Race an):
- AkzoNobel: Simeon Tienpont (NL; 3; Skipper), Brad Farrand (NZ; 0; Vorschiffsmann, Trimmer), Luke Molloy (AU; 1; Steuermann, Trimmer), Nicolai Sehested (DK; 1; Steuermann, Trimmer), Martine Grael (BR; 0; Trimmerin), Emily Nagel (BM; 0), Ross Monson (US; 0).
- Brunel: Bouwe Bekking (NL; 7; Skipper), Andrew Cape (6; AU; Navigator), Kyle Langford (AU; 0; Trimmer), Juanpa Marcos (ARG; 0; Vorschiffsmann), Alberto Bolzan (IT; 1; Steuermann, Wachenführer, Trimmer), Maciel Cicchetti (ARG/IT; 2; Steuermann, Wachenführer, Trimmer), Peter Burling (NZ; 0; Steuermann, Trimmer), Carlo Huisman (NL; 0; Steuermann, Wachenführer, Trimmer), Annie Lush (UK; 1; Trimmerin), Abby Ehler (UK; 2; Bootsfrau).
- Dongfeng: Charles Caudrelier (FR; 2; Skipper), Carolijn Brouwer (NL; 2), Marie Riou (FR; 0), Jérémie Beyou (FR; 0), Stu Bannatyne (NZ; 7), Daryl Wislang (NZ; 4), Jiru Yang (CN; 1), Liu Xue (CN; 1), Chen Jinhao (CN; 1), Jack Bouttell (AU; 1; Vorschiffsmann), Pascal Bidégorry (FR; 2; Navigator), Kevin Escoffier (FR; 1; Vorschiffsmann).
- Mapfre: Xabi Fernández (ES; 4; Skipper), Sophie Ciszek (AU/US; 1), Pablo Arrarte (ES; 3; Wachenführer), Willy Altadill (ES; 1; Vorschiffsmann, Trimmer), Rob Greenhalgh (UK; 4; Wachenführer); Blair Tuke (NZ; 0; Steuermann, Trimmer), Joan Vila (ES; 4; Navigator), Támara Echegoyen (ES; 0), Antonio Cuervas-Mons (ES; 3; Vorschiffsmann, Bootsmann); Louis Sinclair (AG; 1), Neal McDonald (UK; 6; Reserve).
- Sun Hung Kai/Scallywag: David Witt (AU; 1; Skipper), Luke Parkinson (AU; 1), Ben Piggott (AU; 0; Vorschiffsmann), Steve Hayles (NZ; 5; Navigator), John Fisher (UK; 0), Tiger Mok (HK; 0), Alex Gough (AU; 0), Annemieke Bes (NL; 0), Tom Clout (AU; 0), António Fontes (PT; 0).
- Turn the Tide on Plastic: Dee Caffari (UK; 1; Skipper), Liz Wardley (AU; 2; Bootsfrau), Annalise Murphy (IR; 0), Bleddyn Mon (UK; 0), Francesca Clapcich (IT; 0 ), Bernardo Freitas (PT; 0), Henry Bomby (UK; 0), Lucas Chapman (AU; 0), Frederico Pinheiro de Melo (PT; 0), Bianca Cook (NZ; 0), Martin Strömberg (SE; 3; Wachenführer, Steuermann, Trimmer), Brian Thompson (UK; 1; ab Auckland), Nicolas Lunven (FR; 1; Navigator), Elodie-Jane Mettraux (CH; 0).
- Vestas 11th hour racing: Charlie Enright (US; 1; Skipper), Damian Foxall (IR; 5), Simon Fisher (UK; 4; Navigator), Phil Harmer (AU; 4), Mark Towill (US; 1), Tony Mutter (NZ; 5), Jena Mai Hansen (DK; 0), Hannah Diamond (UK; 0), Nick Dana (US; 2), Tom Johnson (AU; 0), Stacey Jackson (AU; 1).

Wie auch in früheren Ausführungen der Regatta berichtet von jedem Boot ein Reporter während des Rennens. Erstmals wurden die Reporter nicht von den Teams gestellt, sondern vom Veranstalter selbst. Eine Frau und neun Männer wurden aus fast 10.000 Bewerbern und Bewerberinnen ausgewählt und in Alicante eingehend trainiert. Ihr Schwerpunkt liegt auf journalistischer Erfahrung, wohingegen früher vorwiegend Segler als Reporter zum Einsatz kamen. Zusammen mit einem Wechsel der Reporter zwischen den Booten erhofft man sich eine umfangreichere Berichterstattung.
Kurz vor der ersten Hafenregatta in Alicante kam es zu massiven Streitigkeiten über Finanzierung und Gehaltszahlungen zwischen AkzoNobel und dem Skipper der Mannschaft, Simeon Tienpont, und seinem Unternehmen Steam Ocean B.V., in deren Verlauf mehrere Teilnehmer zurücktraten. Das Team musste die Regatta unterbesetzt antreten. Die Presse sah den Ruf von Akzo Nobel als „massiv beschädigt“ an und sprach von einem „Schmierentheater“.

## Regattaverlauf

### Etappen
Die Hochseeregatta führte einmal um die Erde und wurde in Etappen absolviert. Mit etwa 45.000 Seemeilen war sie um 6.000 sm länger als zuvor. Folgende Häfen werden angelaufen:
- Alicante ( Spanien) – Starthafen
- Lissabon ( Portugal)
- Kapstadt ( Südafrika)
- Melbourne ( Australien)
- Hongkong ( Hongkong) – Zielhafen
- Guangzhou ( Volksrepublik China) – kein Ziel und Start einer Etappe, nur Rundkurswettfahrt
- Hongkong ( Hongkong) – Starthafen
- Auckland ( Neuseeland)
- Itajaí ( Brasilien)
- Newport ( Vereinigte Staaten)
- Cardiff ( Vereinigtes Königreich)
- Göteborg ( Schweden)
- Den Haag ( Niederlande) – Zielhafen

In allen Häfen bis auf Melbourne wurden Rundkurswettfahrten (vom Veranstalter als „in-port race“ bezeichnet) durchgeführt. Eine solche Wettfahrt gab es auch in Guangzhou. Die Strecke von Hongkong nach Guangzhou und zurück ist eine Überführungsfahrt, die nicht zur Regatta zählt.

### Wertung
Der Sieger einer Etappe erhält sieben Punkte, der Zweite sechs, der Dritte fünf usw. Wer am Ende die meisten Punkte hat, gewinnt. Für die Südpazifiketappen von Kapstadt nach Melbourne und von Auckland nach Itajaí sowie für die Nordatlantiküberquerung von Newport nach Cardiff gibt es die doppelte Punktzahl. Der Sieger jeder Etappe erhält einen Bonuspunkt; ebenso das am Kap Hoorn führende Boot und die Mannschaft mit der besten Gesamtsegelzeit. Die Ergebnisse der Rundkurswettfahrten werden nur herangezogen, falls am Ende des Volvo Ocean Race Punktgleichstand zwischen zwei Yachten bestünde.

### Rennvorbereitung: „Etappe Null“ und Prolog
Dem Volvo Ocean Race ist die Teilnahme an Vorbereitungsregatten vorgeschaltet. Sie werden vom Veranstalter als „Etappe Null“ (Leg Zero) bezeichnet. Für diese Etappe gab es zwar einen formellen Sieger (Mapfre), jedoch ist dies ohne Auswirkungen auf das Volvo Ocean Race. Die Teilnehmer nutzen diese Regatten zum Teil für das Testen der Besatzung und nahmen danach Änderungen bei der Crew vor. So hatte z. B. Turn the Tide on Plastic bei der ersten Regatta den letztmaligen Sieger Ian Walker an Bord. Weiter wurde dem Start der ersten Etappe kurzfristig ein Prolog über 700 sm von Lissabon nach Alicante vorgeschaltet. Hier segelten die Teilnehmer bereits mit der vorgesehenen Rennbesatzung.
Die erste der Vorbereitungsregatten war die Teilnahme der Volvo-Flotte am jährlich im August ausgetragene Around the Island Race, das 50 Seemeilen um die Insel Wight führt. Mapfre errang am 3. August 2017 in 3 h 13 min einen Start-Ziel-Sieg. Die restlichen Boote kamen binnen 16 Minuten in der Reihenfolge Brunel, AkzoNobel, Dongfeng, Turn the Tide on Plastic, Vestas 11th Hour Racing und Sun Hung Kai/Scallywag ins Ziel, wobei die ersten vier Volvo Ocean 65 alle unter der bisherigen Rekordzeit für Einrumpfboote blieben.
Die nächste Regatta war das Fastnet Race, das am 6. August 2017 gestartet wurde. Nach 600 Seemeilen gewann Dongfeng mit einer Zeit von 2 Tagen, 15 Stunden, 38 Minuten und 10 Sekunden. Sie war damit etwa 4 Stunden langsamer als die schnellste Einrumpfjacht Rambler 88, auf der mit Andrew Cape ein Volvo-Veteran als Navigator fuhr, der danach bei Brunel anheuerte. In der Volvo-Flotte wurde Mapfre mit nur 56 Sekunden Rückstand Zweiter, dann folgten Brunel, AkzoNobel, Vestas 11th Hour Racing, Sun Hung Kai/Scallywag und das Boot von Turn the Tide on Plastic, das etwas über 39 Minuten nach Mapfre ins Ziel kam.
Die dritte Vorbereitungsregatta führte von Plymouth nach Norden zu einer Boje vor der Insel Wight und von dort quer über den Ärmelkanal nach Saint-Malo. Am 11. August gewann Mapfre vor Brunel, Dongfeng, Vestas 11th Hour Racing, AkzoNobel, Turn the Tide on Plastic, und Sun Hung Kai/Scallywag. Dieses Sprintrennen entschied sich relativ zu Beginn, als das Feld sich kurz nach dem Start in einen südlichen Teil und einen nördlichen, mehr küstennahen Teil aufteilte und die Wind- und Tidenverhältnisse die südliche Gruppe bevorzugten. Mapfre gelang es dabei zuerst, nach einer Schwachwindzone wieder eine stärkere Brise zu finden.
Die vierte Vorbereitungswettfahrt sollte von Saint-Malo nach Lissabon führen. Aufgrund schwacher Winde wurde das Rennen in einen 25 sm-Teil am 13. August und die restliche Strecke beginnend am nächsten Tag aufgesplittet, wobei die Boote in den zweiten Teil mit den zeitlichen Abständen aus dem ersten Teil starteten. Dieser Teil wurde dann während der Wettfahrt wegen Windmangels verkürzt, so dass der Endstand (Vestas 11th Hour Racing, AkzoNobel, Mapfre, Dongfeng, Turn the Tide on Plastic, Brunel, Sun Hung Kai/Scallywag) sich aus der Entfernung zum Ziel zu einem bestimmten, kurz zuvor angekündigten Zeitpunkt ergab.
Über alle Vorbereitungsregatten lautete die Rangliste: Mapfre, Dongfeng, Brunel, AkzoNobel, Vestas 11th Hour Racing, Turn the Tide on Plastic, Sun Hung Kai/Scallywag.
Der Prolog startete am 8. Oktober in Lissabon. Damit sollte die ohnehin nötige Überführung nach Alicante als Wettfahrt ausgestaltet werden. Aufgrund leichter Winde wurde nach vier Tagen das Ziel um ca. 130 sm nach Cabo de Gata vorgeschoben. Es gewann Mafpre knapp vor Brunel, die sich beide zwischen Kap Sankt Vinzenz und dem Beginn der Straße von Gibraltar für eine küstennahe Route entschieden hatten und so schneller durch eine Flautenzone kamen als der Rest der Flotte. Die weiteren Plätze belegten 2½ bis 3 h zurück AkzoNobel, Turn the Tide on Plastic, Vestas 11th Hour Racing, Dongfeng und Sun Hung Kai/Scallywag.

### Erste Etappe: Alicante – Lissabon
Rundkurswettfahrt
Das Volvo Ocean Race begann am 14. Oktober 2017 mit der Rundkurswettfahrt vor Alicante. Mapfre, die sich beim Start für die rechte Seite des Amwindkurses entschieden hatte, fand dort bessere Windverhältnisse und gewann deutlich. Sung Hun Kai/Scallywag führte bis zur ersten Boje das Verfolgerfeld an, fiel aber dann zurück auf Platz 5. Dongfeng kämpfte sich hingegen vom Ende des Feldes nach vorne auf den zweiten Platz. Vestas 11th Hour Racing schlug Brunel knapp im Kampf um Platz 3. AkzoNobel, die ohne den bisherigen Skipper Tienpont segelte und ersatzweise vom Navigator Jules Salter geführt wurde, erreichte den vorletzten Rang vor Turn the Tide on Plastic.
| Platz | Team                     | Zeit  | Punkte |
| ----- | ------------------------ | ----- | ------ |
| 1     | Mapfre                   | 54:38 | 7      |
| 2     | Dongfeng                 | 56:06 | 6      |
| 3     | Vestas 11th Hour Racing  | 56:54 | 5      |
| 4     | Brunel                   | 57:13 | 4      |
| 5     | Sun Hung Kai/Scallywag   | 58:07 | 3      |
| 6     | AkzoNobel                | 58:31 | 2      |
| 7     | Turn the Tide on Plastic | 59:39 | 1      |

Hochseeetappe
Der Startschuss zur ersten Hochseeetappe fiel am 22. Oktober nachmittags. Sie führte nach Lissabon und wurde wegen eines Abstechers Richtung Madeira etwa 1.400 sm lang. Aus Wettergründen wurde kurzfristig ins Programm aufgenommen, dass die Boote Porto Santo im Madeiraarchipel runden. Man wollte so Flautengebiete vermeiden.
Folgende Besatzungen waren an Bord (Skipper und Navigatoren jeweils am Beginn der Liste); die Mannschaft von AkzoNobel sah aufgrund der sich kurz vor dem Start überstürzenden Ereignisse erheblich anders aus, als zuvor erwartet:
AkzoNobel: Tienpont, Monson, Farrand, Sehested, Nagel, Grael, Molloy, Fontes, Konrad Frost (Reporter)

Brunel: Bekking, Cape, Huisman, Bolzan, Langford, Cicchetti, Burling, Lush, Ehler, Martin Keruzoré (Reporter)

Dongfeng: Caudrelier, Bidégorry, Bannatyne, Beyou, Wislang, Riou, Brouwer, Bouttell, Jinhao, Richard Edwards (Reporter)

Mapfre: Fernández, Vila, Arrarte, Greenhalgh, Cuervas-Mons, Tuke, Altadill, Ciszek, Echegoyen, Ugo Fonollá (Reporter)

Sun Hung Kai/Scallywag: Witt, Hayles, Gough, Bes, Piggott, J. Fisher, Parkinson, Clout, Jeremie Lecaudey (Reporter)

Turn the Tide on Plastic: Caffari, Lunven, Strömberg, Wardley, Murphy, Clapcich, Cook, Chapman, Mon, Freitas, Jen Edney (Reporter)

Vestas 11th Hour Racing: Enright, S. Fisher, Towill, Harmer, Dana, Johnson, Mutter, S. Jackson, Hansen, James Blake (Reporter)
Dongfeng kam als erste aus dem Rundkurs vor Alicante, auf dem die Boote unter knapp 20 Knoten Wind z. T. im Slalom um Zuschauerboote kurvten. Unter 15 bis 20 Knoten zog die Flotte auf südwestlichem Kurs und kreuzte vor östlichen Winden (die VOR 65 sind auf Raumschotkursen, also mit dem Wind von schräg hinten, deutlich schneller, als mit dem Wind direkt von hinten; sie müssen deshalb im Zweifelsfall einen Zickzackkurs vor dem Wind fahren, also kreuzen). Die Boote mussten ein virtuelles Tor vor dem spanischen Cabo de Gata passieren, was sie auf halber Strecke zwischen Alicante und Gibraltar nahe an die spanische Küste zwang. Danach strebten die Boote südwärts, da vor der afrikanischen Küste die Strömung des Wirbels im Alborán-Meer einen Vorteil versprach. Der Wirbel verläuft im Uhrzeigersinn mit bis zu 3 Knoten Strömungsgeschwindigkeit. Die Boote positionierten sich unterschiedlich weit im Süden, was die Flotte quer zur Windrichtung auseinanderzog und unterschiedliche Windbegünstigungen ergab. Die Führung wechselte in dieser Phase mehrmals. Letztlich hatten die Boote im Norden bessere Bedingungen und konnten sich an die Spitze setzen. Vestas 11th Hour Racing ging eine halbe Stunde vor AkzoNobel und etwa eine Stunde vor der eng gestaffelten restlichen Flotte durch die Straße von Gibraltar.
Danach folgten die Boote nach Norden den Winden, die aus der Straße von Gibraltar herauswehten. Mapfre holte in der Flotte auf und setzte sich etwa 36 h nach dem Start an die Spitze des Verfolgerfeldes. Dies gelang ihnen, ohne sich quer zum Wind vom Feld zu trennen, sondern aufgrund einer offensichtlich etwas besseren Bootsgeschwindigkeit. Im Atlantik fächerte sich die Flotte auf und die Boote verfolgten unterschiedliche Strategien ein Schwachwindgebiet auf dem Weg nach Porto Santo zu durchfahren. Mapfre wählte die östlichste und nördlichste Variante, wohingegen Vestas 11th Hour Racing sich am westlichsten und südlichsten positionierte. Diese Option erwies sich als bessere, da der Wind in diesen Regionen früher wieder auffrischte und zudem einen günstigeren Winkel und damit schnellerer Fahrt nach Porto Santo erlaubte. Etwa 100 sm vor der Insel waren alle Boote auf einer Linie, mit Vestas 11th Hour Racing weiterhin in Führung. Mapfre zeigte weiterhin eine den Wettbewerbern etwas überlegene Geschwindigkeit, da es ihr gelang, die vor ihr liegende AkzoNobel zu überholen.
Nach der Wendemarke Porto Santo konnten die Teilnehmer nicht direkt Kurs auf Lissabon nehmen, da die Rennleitung nach Rücksprache mit den Teams 340 sm südwestlich von Lissabon eine weitere Wendemarke eingefügt hatte. Der Grund hierfür war, dass die Winde sich stärker entwickelten, als zuvor erwartet. Ein Tief westlich von Portugal blieb überraschend stationär. Durch die weitere Wendemarke wurde der Kurs so verlängert, dass die Ankunft in Lissabon auf den publikumsträchtigen Samstagnachmittag fiel. Vestas 11th Hour Racing rundete diesen Wendepunkt etwa 2¼ h vor Mapfre, denen 1½ h später AkzoNobel und dann Dongfeng, Sung Hung Kai/Scallywag, Turn the Tide on Plastic und Brunel folgten. Die Zeitabstände zwischen den Booten 3 bis 7 betrugen jeweils 20 min bis 1/2 h.

### Zwischenfälle
Am 19. Januar 2018, kurz vor Ende der 4. Etappe von Melbourne nach Hongkong, kollidierte die Vestas mit einem chinesischen Fischereifahrzeug, wobei ein Fischer getötet wurde.
Am 26. März 2018 wurde gemeldet, dass John Fisher, Teammitglied der Sung Hun Kai/Scallywag, während der 7. Etappe zwischen Neuseeland und Brasilien während eines Sturms über Bord gegangen war und nicht wieder aufgefunden werden konnte.